# مورامویا، بوروندی
مورامویا (به سواحیلی: Muramvya) شهری در استان مورامویا واقع در کشور بوروندی است که در سال ۱۹۹۰ میلادی ۲٫۲۹۰ نفر جمعیت داشته و جمعیت آن در سال ۲۰۰۵ میلادی به ۱۸٫۰۴۱ نفر رسیده‌است.